# Coulonces (Calvados)
Coulonces település Franciaországban, Calvados megyében. Lakosainak száma 729 fő (2018. január 1.). Coulonces Campagnolles, Étouvy, La Graverie, Mesnil-Clinchamps, Le Mesnil-Robert, Saint-Manvieu-Bocage és Vire községekkel határos.

## Népesség
A település népességének változása:
| Lakosok száma | 594  | 556  | 608  | 636  | 650  | 697  | 745  | 744  | 712  | 729  |
|               | 1962 | 1968 | 1982 | 1990 | 1999 | 2008 | 2011 | 2013 | 2017 | 2018 |